# Dansk Luft Express
Dansk Luft Express A/S var et dansk flyselskab stiftet i 1919 af østrigeren Josef Sablatnig og en dansk luftkaptajn Carlsen.
Sablatnig havde i marts 1919 stiftet det tyske flyselskab "Sablatnig Luftverkehr GmbH" med det formål at åbne en rute mellem Berlin og Warnemünde, hvilket også lykkedes. På en måned transporterede han 106 passagerer.
Kort efter fløj han til Danmark for at åbne selskabet "Dansk Luft Express A/S". Han brugte to Sablatnig P1, ombyggede bombefly fra 1. verdenskrig som rutefly. 
Målet var at åbne en rute der gik fra København til Göteborg og endte i Frederikshavn. Men aktiviteten kom aldrig rigtig i gang og selskabet stoppede i 1921.